# Onitis lamnifer
Onitis lamnifer är en skalbaggsart som beskrevs av Gillet 1909. Onitis lamnifer ingår i släktet Onitis och familjen bladhorningar. Inga underarter finns listade i Catalogue of Life.